# 海西州有轨电车
海西自治州有轨电车是服务于中華人民共和國青海省海西蒙古族藏族自治州的軌道交通系统，也是青藏高原上的首個轨道交通項目。2020年6月，德令哈有轨电车开始投入试运行，但因高原高寒地区列车运行存在技术难题，迄今未正式开通。

## 和苏州有轨电车合作
2020年5月，德令哈有轨电车学员已在苏州有轨电车通安基地、大阳山基地进行试车线真车驾驶训练以及模拟驾驶训练等。

## 建设历程
2017年，德令哈市新能源现代有轨电车项目中标公告发布。2019年10月，海西州德令哈有轨电车正式通过验收。同年，德令哈绿捷中城运有轨电车运营有限公司成立，并组织了12名有轨电车驾驶员赴苏州进行为期3个月的培训。
2020年，德令哈绿捷有轨电车运营有限公司专业技术服务项目招标公告发布。同年《德令哈市有轨电车管理办法》已争取各相关部门意见，正在修改完善中，待修改完成后，上政府工作会研究审议。北京城建、青岛公交公司、中车四方厂将于4月初抵达德令哈市继续开展联调联试工作，预计6月份进行空载试运行。4月，德令哈绿捷有轨电车运营有限公司专业技术服务项目中标公示发布。

## 试运行
2020年5月18日，新能源现代有轨电车试运行启动仪式在德令哈绿捷中城运有轨电车运营有限公司驻地举行。2020年7月，国投集团公司董事长前往运营公司检查指导有轨电车运行工作并乘坐体验了有轨电车。2020年8月，德令哈副市长季朝雪指出要由德令哈文体旅游广电局牵头有轨电车初期运营前评审的工作。2020年9月，新能源有轨电车项目运营评审中标公示发布。同月，德令哈市有轨电车运营服务规范（试行）发布。2020年11月，德令哈市有轨电车车载IC卡设备已符合上线运营刷卡条件，届时全国带有“交通联合”字样的公交卡片均可刷卡乘坐。据人民网回复，德令哈市有轨电车项目于11月9日前已完成所有专项演练及站名修改工作，计划于12月底前完成初期运营前安全评估工作。因德令哈市处于旅游淡季客流量少，加之天气寒冷，暂不具备开通条件，计划于2021年4月载客运营。2024年5月29日，界面新闻记者咨询当地12345，得到答复近期暂无开通计划。

## 争议
时任德令哈市副市长张标在15个月时间里，分7次向承建德令哈市新能源有轨电车示范线项目的公司索要1486万元，该公司也是被他索贿数额最多的公司。2017年初，范某某想在新能源有轨电车示范线项目上分一杯羹，找到张标，并承诺事后给予其感谢费，张标二话不说便出面为他“站台”，给德令哈市住建局打招呼，向其违规发放建筑业企业资质证书。

## 有轨电车智控系统、信号系统、通信系统集成供货项目
德令哈有轨电车智控系统、信号系统、通信系统集成供货项目中标单位为北京城建智控科技有限公司。